# Johannes Knab
Johannes Knab (* 14. September 1946 in Bamberg) ist ein ehemaliger deutscher Radrennfahrer.

## Sportliche Laufbahn
Knab begann seine Laufbahn 1962 im Radfahrverein Concordia Hallstadt 1910, später wurde er Mitglied im Verein Concordia Strullendorf 1920 e. V. 1967 gewann er das Moritz-Fischer-Gedenkrennen in Schweinfurt und hatte damit einen ersten größeren Erfolg. Im selben Jahr wurde er Mitglied der deutschen Nationalmannschaft, für die er 192 Einsätze bestritt. 1968 siegte im Straßenrennen Rund um Düren. Trotz seiner Saisonleistungen wurde er nicht für die Olympiamannschaft für Mexiko berücksichtigt. Dies war nach seiner eigenen Einschätzung die größte sportliche Enttäuschung seiner Laufbahn.
Knab nahm an den Olympischen Sommerspielen 1972 in München teil, dort belegte er mit dem deutschen Vierer einen enttäuschenden 20. Platz im Mannschaftszeitfahren. Auch bei den UCI-Weltmeisterschaften im Straßenrennen war er für Deutschland am Start. 1969 später fuhr er das britische Milk-Race und wurde dort 13. im Endklassement. Bei der Rheinland-Pfalz-Rundfahrt im selben Jahr wurde er Zweiter hinter Fedor den Hertog. 1970 gewann er eine Etappe beim Milk-Race und das Amateurrennen von Rund um den Henninger Turm. Im Frühjahr hatte er die Algerien-Rundfahrt mit einigen vorderen Etappenplatzierungen bestritten. Seine einzige Medaille bei deutschen Meisterschaften gewann er 1970 mit dem dritten Platz im Mannschaftszeitfahren. Auch als Bahnfahrer war Knab erfolgreich, 1970 gewann er mit Heinz Feuerbach als Partner das Zweier-Mannschaftsfahren um den Silbernen Adler von Köln.
Am Ende seiner Laufbahn konnte er auf 186 Siege, davon 27 internationale zurückblicken. Sein „Heimrennen“, den Großen Preis von Strullendorf, gewann er sechsmal.